# Weleka
Die Weleka (bulgarisch Велека; in Bulgarien) oder Kocadere (in der Türkei) ist ein Zufluss des Schwarzen Meeres.

## Flusslauf
Die Weleka ist 133 km lang, wovon 108 km in Bulgarien und 25 km in der Türkei verlaufen. Der Fluss entspringt im türkischen Teil des Strandscha-Gebirges (türkisch Yıldız Dağları) aus einer Reihe von Karstquellen. Er mündet bei dem bulgarischen Dorf Sinemorez in der Gemeinde Zarewo ins Schwarze Meer. Dabei durchquert die Weleka den Naturpark Strandscha. Zusätzlich dazu wurde um die Weleka-Mündung ein Schutzgebiet mit einer Fläche von 1511,2 Hektar eingerichtet.
Seit 2004 ist der Fluss Namensgeber für den Veleka Ridge auf der Livingston-Insel der Süd-Shetland-Inseln in der Antarktis.